# Hiskhove
Hiskhove, est une île norvégienne du comté de Hordaland appartenant administrativement à Bømlo.

## Description
Rocheuse et désertique, elle s'étend sur environ 231 m de longueur pour une largeur approximative de 112 m. 